# Bandera de Sant Quirze Safaja
La bandera oficial de Sant Quirze Safaja té la següent descripció:
Bandera apaïsada, de proporcions dos d'alt per tres de llarg, bicolor vertical, blanca i groga; la primera meitat, amb la palma vermella i les corones de llorer de color verd fosc de l'escut al centre: la palma, d'altura 5/6 de la del drap; la primera corona, d'altura 1/6 de la del drap i amplada 11/54 de la llargària del mateix drap, situada a 1/4 de la vora superior, i la segona, d'altura 1/4 i d'amplada 13/54, situada a 1/3 de la vora inferior. La segona meitat, amb set rengles verticals de sis losanges vermelles cadascun.
Va ser aprovada el 21 de març de 2001 i publicada en el DOGC el 4 d'abril del mateix any amb el número 3362.